# Tomasz Rejek
Tomasz "Reyash" Rejek (ur. 5 grudnia 1974 w Zielonej Górze), znany również jako Lord Reyash – polski wokalista, autor tekstów i basista. Ukończył marketing i zarządzanie na Uniwersytecie Zielonogórskim. Współzałożyciel grup Supreme Lord, Witchmaster, Profanum oraz Union. Właściciel wytwórni muzycznej Razor Productions.
W 2007 roku Reyash wziął udział w reaktywacji blackmetalowej grupy Christ Agony, z którą nagrał wydany tego samego roku minialbum Demonology oraz rok później album pt. Condemnation. Również w 2007 roku występował wraz z amerykańską grupą death metalową Incantation podczas jej trasy koncertowej w Europie. W sierpniu 2008 roku dołączył do grupy muzycznej Vader, z którą wystąpił m.in. podczas koncertu na festiwalu Przystanek Woodstock. W 2010 roku wraz z zespołem otrzymał także Nagrodę Prezydenta Miasta Olsztyna w dziedzinie kultury. W 2011 roku Rejek opuścił zespół Vader z przyczyn osobistych.
Od 2012 roku występuje w koncertowym składzie kwartetu Azarath.

## Dyskografia
| Witchmaster - No Peace At All (Demo, 1997, wydanie własne) - Violence & Blasphemy (2000, Pagan Records) - Witchmaster (2004, Agonia Records) - Trucizna (2009, Agonia Records) - Sex Drugs and Natural Selection (EP, 2009, Iron Blood And Death Corp) - Śmierć (2012, Witching Hour Productions) - Antichristus ex utero (2014, Osmose Productions) Vader - Necropolis (2009, Nuclear Blast, tylko na płycie DVD) | Profanum - Under the Black Wings of Emperor (Demo, 1994, wydanie własne) - Flowers of Our Black Misanthropy (1996, Astral Wings) - Misantropiae Floris (2002, Pagan Records) Christ Agony - Christ Agony (2005, jako Union, Agonia Records) - Demonology (EP, 2007, Razor Productions) - Condemnation (2008, Razor Productions) - NocturN (2011, Mystic Production) |